# Echinochloa ugandensis
Echinochloa ugandensis är en gräsart som beskrevs av Joseph Davenport Snowden och Charles Edward Hubbard. Echinochloa ugandensis ingår i släktet hönshirser, och familjen gräs. Inga underarter finns listade i Catalogue of Life.